# Xuxa Só para Baixinhos 12: É pra Dançar
Xuxa só para Baixinhos 12: É pra Dançar, também conhecido como XSPB 12, é o vigésimo álbum de vídeo e o trigésimo quinto álbum de estúdio da cantora e apresentadora brasileira Xuxa. Lançado pela Sony Music Brasil em 29 de junho de 2013, este álbum é o décimo segundo da coleção Só para Baixinhos, produzido por Luiz Cláudio Moreira e Mônica Muniz.

## Lançamento e recepção
Xuxa só para Baixinhos 12: É pra Dançar foi lançado em 29 de junho de 2013, nos formatos DVD, DVD + CD e Blu-ray. Após várias tentativas, o álbum finalmente chegou ao público no final de junho. Este foi o segundo álbum da coleção Xuxa só para Baixinhos a não ter uma versão física em CD. As versões DVD e DVD + CD foram lançadas no formato Digipak, e este álbum é o quarto e último da coleção XSPB lançado pela Sony Music.

## Recepção comercial
O XSPB 12 vendeu 50 mil unidades nos primeiros três meses e, posteriormente, alcançou cerca de 100 mil cópias vendidas, recebendo certificação de platina pela Sony Music. O álbum figurou na lista dos mais vendidos de 2013, ocupando a 9ª posição. Quatro singles promocionais foram lançados para engajar o público: "Eu Quero Festa", "Paratiparara", "É o Frevo, é o Funk" e "Xuxamego". No entanto, devido ao desinteresse de Xuxa e dos produtores, essas músicas não foram amplamente promovidas em rádios ou programas de TV, sendo rapidamente esquecidas após a divulgação.

## Lista de faixas
| N.º            | Título                                                                                        | Compositor(es)                              | Duração |  |
| 1.             | "Eu quero festa"                                                                              | Vanessa Alves Leonardo Sperling             | 1:58    |  |
| 2.             | "Xuxamego" (com Michel Teló)                                                                  | Vanessa Alves Rannieri Oliveira Val Andrade | 2:36    |  |
| 3.             | "É o frevo, é o funk" (com Buchecha)                                                          | Vanessa Alves Tadeu Santiago                | 2:42    |  |
| 4.             | "Paratiparara"                                                                                | Vanessa Alves Pe Lu                         | 2:38    |  |
| 5.             | "Pé com pé"                                                                                   | Vanessa Alves Maurício Gaetani              | 1:49    |  |
| 6.             | "Como é Bom Ser Criança" (com Alexandre Pires)                                                | Vanessa Alves Mariana Féo Roberto Lopes     | 2:34    |  |
| 7.             | "O Txutxucão Mandou"                                                                          | Vanessa Alves Maurício Gaetani              | 2:12    |  |
| 8.             | "Pula, meu baixinho"                                                                          | Vanessa Alves Maurício Gaetani              | 4:03    |  |
| 9.             | "HipopótaMOIO"                                                                                | Vanessa Alves Maurício Gaetani              | 2:05    |  |
| 10.            | "Mil Maneiras" ((Andar e dançar))                                                             | Vanessa Alves Ary Sperling                  | 1:47    |  |
| 11.            | "Eu Adoro Dançar" ((Duncan) (I Love To Have A Dance With Dorothy) (com Daniel e Lara Camillo) | Pat Alexander Versão: Vanessa Alves         | 2:11    |  |
| 12.            | "Peniquinho"                                                                                  | Vanessa Alves Maurício Gaetani              | 1:34    |  |
| 13.            | "Girassol"                                                                                    | Vanessa Alves Maurício Gaetani              | 1:55    |  |
| 14.            | "Sonhando dá pra dançar"                                                                      | Vanessa Alves Leonardo Sperling             | 2:13    |  |
| 15.            | "Lullaby XSPB"                                                                                | Vanessa Alves Maurício Gaetani              | 2:12    |  |
| Duração total: | Duração total:                                                                                | Duração total:                              | 32:34   |  |

| DVD            |                                                                                                |                                             |         |  |
| N.º            | Título                                                                                         | Compositor(es)                              | Duração |  |
| 1.             | "Introdução"                                                                                   |                                             | 0:15    |  |
| 2.             | "Eu quero festa"                                                                               | Vanessa Alves Leonardo Sperling             | 2:53    |  |
| 3.             | "Passagem (Cachorros)"                                                                         |                                             | 0:28    |  |
| 4.             | "O Txutxucão Mandou"                                                                           | Vanessa Alves Maurício Gaetani              | 2:17    |  |
| 5.             | "Passagem (Dançando Sertanejo)"                                                                |                                             | 0:18    |  |
| 6.             | "Xuxamego" (com Michel Teló)                                                                   | Vanessa Alves Rannieri Oliveira Val Andrade | 2:51    |  |
| 7.             | "Passagem (Dentro, Encima, Fora)"                                                              |                                             | 0:31    |  |
| 8.             | "Pé com pé"                                                                                    | Vanessa Alves Maurício Gaetani              | 1:54    |  |
| 9.             | "Passagem (Fotos do MOIO)"                                                                     |                                             | 0:15    |  |
| 10.            | "HipopótaMOIO"                                                                                 | Vanessa Alves Maurício Gaetani              | 2:11    |  |
| 11.            | "Passagem (Vogais)"                                                                            |                                             | 0:19    |  |
| 12.            | "Paratiparara"                                                                                 | Vanessa Alves Pe Lu                         | 2:43    |  |
| 13.            | "Passagem (Dançando Funk)"                                                                     |                                             | 0:34    |  |
| 14.            | "É o frevo, é o funk" (com Buchecha)                                                           | Vanessa Alves Tadeu Santiago                | 2:46    |  |
| 15.            | "Passagem (Números)"                                                                           |                                             | 1:06    |  |
| 16.            | "Pula, meu baixinho"                                                                           | Vanessa Alves Maurício Gaetani              | 2:08    |  |
| 17.            | "Passagem (Pulando)"                                                                           |                                             | 0:18    |  |
| 18.            | "Eu Adoro Dançar" (Duncan) I Love To Have A Dance With Dorothy) (com Daniel e Lara Camillo)    | Pat Alexander Versão: Vanessa Alves         | 2:16    |  |
| 19.            | "Passagem (Sambando)"                                                                          |                                             | 0:20    |  |
| 20.            | "Como é Bom Ser Criança" (com Alexandre Pires)                                                 | Vanessa Alves Mariana Féo Roberto Lopes     | 2:40    |  |
| 21.            | "Mil Maneiras (Passagem Musical)" (Girassóis (Passagem))                                       | Vanessa Alves Ary Sperling                  | 1:47    |  |
| 22.            | "Girassol"                                                                                     | Vanessa Alves Maurício Gaetani              | 1:55    |  |
| 23.            | "Mil Maneiras (Passagem Musical)"                                                              | Vanessa Alves Ary Sperling                  | 0:28    |  |
| 24.            | "Piniquinho"                                                                                   | Vanessa Alves Maurício Gaetani              | 1:42    |  |
| 25.            | "Mil Maneiras (Passagem Musical)"                                                              | Vanessa Alves Ary Sperling                  | 0:28    |  |
| 26.            | "Sonhando dá Pra Dançar"                                                                       | Vanessa Alves Leonardo Sperling             | 2:18    |  |
| 27.            | "Passagem (Oração)"                                                                            |                                             | 0:38    |  |
| 28.            | "Lullaby XSPB"                                                                                 | Vanessa Alves Maurício Gaetani              | 2:18    |  |
| 29.            | "Créditos" (Eu quero festa / Girassol / O Txutxucão Mandou / Pula, meu baixinho (Instrumental) |                                             | 8:39    |  |
| Duração total: | Duração total:                                                                                 | Duração total:                              | 48:07   |  |

## Créditos
- Direção Geral e Artística: Xuxa Meneghel
- Direção: Paulo de Barros
- Produção: Luiz Cláudio Moreira e Mônica Muniz
- Direção de Produção: Junior Porto
- Produção Musical: Guto Graça Melo
- Produção Executiva: Ary Sperling
- Coordenação Musical: Vanessa Alves
- Direção de Fotografia: André Horta
- Cenografia: Lueli Antunes e Leila Chaves
- Produção de Arte: Flávia Cristofaro
- Direção de Coreografias: Wagner Menezes (Fly)
- Figurino: Marcelo Cavalcanti
- Maquiagem: Fábio Morgado
- Edição: Tainá Diniz, Melissa Flores e Rodrigo Oliveira
- Finalização: Bernardo Varela
- Concept Design e Animação: Rodrigo Mantega
- Coordenação de Pós Produção: Helo Lopes
- Menus e Extras: Vinícius Santana Pinto
- Sound Design: Pedro Sarmento
- Autoração e Programação: Junior Laks
- Revisão Ortográfica: Tainá Diniz e Rita Godoy
- Legendas e Animação 3D: Luís Cláudio Barbosa
- Edição de Texto: Alexandre Pereira, Fausto Villanova e Fábio Pontual
- Edição de Imagem: Rodrigo Magalhães, Ricardo Mello, Evandro Fraga e José Adelson Abreu
- Edição de Áudio: Breno Muniz, Vanildo Barreto, David Diniz, Givaldo Severo e Marcelo Roldão
- Engenheiro de Som: Marcos Carvalho
- Técnico de Som: Octávio Luiz Lobo
- Operador de Vídeo: Sandro Gama
- Operador de Áudio: João Henrique Medeiros
- Operador de Microfone: Cláudio Cerdeira
- Eletricista: Rogério Kennedy ''Fuca''
- Assistentes de Iluminação: Dimas de Souza, Luciano de Andrade, Vicente Gomes dos Santos, Mário Rinaldi e Luís Alberto
- Cenografia: Leila Araújo e Valéria Violeta
- Assistente de Cenografia: Paulo Flaksman
- Cabelo: Márcia Elias
- Costureira: Ana Lúcia Costa
- Caracterização: Tinácio e Sérgia Maria Lima
- Maquiagem: Luciene Araújo
- Coreografia: Wagner Meneses (Fly)
- Adaptação de Coreografias: Cathia Delmaschio
- Assistentes de Coreografia: Ana Cecília Calderón e Fabrilla Cruz
- Assessoria de Imprensa: Tatiana Maranhão
- Chefe de Segurança: Magno Jesus
- Segurança Patrimonial: Demilson de Oliveira e Maurício Ferreira
- Seguranças: Vítor Lopes e Márcio Avelino
- Brigadista de Incêndio: Amilton dos Santos
- Enfermeira: Cíntia Rosa
- Auxiliar de Limpeza: Lourdes Fontoura
- Coordenação Geral: Andréa Lisboa
- Atendimento Comercial - Estúdios Mega: Ariadne Mazzetti, Patrícia Trad e Rita Vilhena
- Assistente Comercial: Cris Moraes
- Coordenador de Efeitos: Robson Sartori
- Colorista: Gerson Silva
- Assistente de Telecine: Rodrigo Mantega
- Mixagem e Masterização: Lulu Farah
- Final Cut Pro: Lillian Stock Bonzi
- Composição e Efeitos: Rodrigo Kioshi, Gabriel Tinoco, Júnior Fernandes e Alex Barreiro
- Edição Online: Francinaldo Lemos, Douglas Terciano, Valdo Caetano, Carlos Baptista e Eugen Pfister
- Projeto Gráfico: Tiago Martins e Felipe Gois
- Revisão: Marcos Lima
- Arte-final: Dani Dias
- Supervisão Gráfica: Gustavo Velasco
- Coordenação Gráfica: Marciso (Pena) Carvalho

## Prêmios e indicações
| Ano  | Premiação     | Categoria                    | Resultado |
| ---- | ------------- | ---------------------------- | --------- |
| 2014 | Grammy Latino | Álbum Infantil Latino do Ano | Indicado  |

## Vendas e certificações
| Região                                              | Certificação | Vendas |
| --------------------------------------------------- | ------------ | ------ |
| Brasil (Pro-Música Brasil) DVD                      | Platina      | 50,000 |
| *números de vendas baseados somente na certificação |              |        |

## Histórico de lançamento
| Região | Data                | Formato(s)                      | Gravadora(s)                | Referência(s) |
| ------ | ------------------- | ------------------------------- | --------------------------- | ------------- |
| Brasil | 29 de junho de 2013 | CD DVD Blu-ray download digital | Sony Music Brasil/Som Livre |               |